# Rezerwat przyrody Jezioro Liwieniec
Rezerwat przyrody Jezioro Liwieniec – rezerwat faunistyczny położony na zachód od miasta Prabuty (gmina Prabuty, powiat kwidzyński, woj. pomorskie). Obejmuje teren jeziora Liwieniec oraz przyległe obszary bagienne. Niemal w całości położony jest we wschodniej części Morawskiego Obszaru Chronionego Krajobrazu.

## Jezioro Liwieniec
Liwieniec to płytkie (maks. 1,7 m) przepływowe jezioro wytopiskowe o powierzchni 82,80 ha. Przybrzeżną część jeziora porasta bujnie rozwinięta roślinność szuwarowa, w związku z czym powierzchnia otwartego lustra wody to jedynie około 68 ha. Przez jezioro przepływa rzeka Liwa. Dno płaskie i zamulone. Jezioro ulega zjawisku eutrofizacji, do czego przyczynił się dopływ ścieków z miasta Prabuty, który miał miejsce do 1994 roku, kiedy to w pobliżu wschodniego brzegu jeziora wybudowano oczyszczalnię ścieków. Mimo że w znacznym stopniu ograniczyło to zanieczyszczanie wód jeziora, to znajdująca się w zlewni jeziora oczyszczalnia nadal jest punktowym źródłem zanieczyszczeń, a stan jeziora nie ulega poprawie.
W południowej części jeziora znajduje się niewielka wyspa.

## Ogólne informacje o rezerwacie
Rezerwat przyrody „Jezioro Liwieniec” został utworzony zarządzeniem Ministra Leśnictwa i Przemysłu Drzewnego z dnia 7 października 1967 r. w celu zachowania piękna krajobrazu oraz miejsc gniazdowania łabędzia niemego, mewy śmieszki oraz wielu innych gatunków ptaków. Rezerwat powstał na powierzchni 82,80 ha i obejmował początkowo jedynie teren jeziora Liwieniec.
Zarządzeniem Regionalnego Dyrektora Ochrony Środowiska w Gdańsku z dnia 20 kwietnia 2015 r. powiększono go do 114,52 ha oraz wyznaczono wokół rezerwatu otulinę o powierzchni 153,87 ha. Zmieniono też cel ochrony, którym jest obecnie „zachowanie ekosystemu jeziora eutroficznego wraz z charakterystycznymi dla niego biotopami i biocenozami w szczególności populacji i siedlisk gatunków ptaków wodno-błotnych”.
Na mocy obowiązującego planu ochrony ustanowionego w 2016 roku, obszar rezerwatu objęty jest ochroną czynną.

## Fauna
Rezerwat „Jezioro Liwieniec” jest ważnym lęgowiskiem dla ptaków wodno-błotnych. W szerokim pasie trzcin gniazdują m.in. trzciniak, trzcinniczek, brzęczka, rokitniczka, bąk i błotniak stawowy. Ze względu na wypłycanie i zarastanie zbiornika wodnego spada liczebność takich ptaków jak kaczki, łyski czy perkozy, spadło także znaczenie rezerwatu jako miejsce lęgowe wymienionych w akcie powołującym gatunków: mewy śmieszki i łabędzia niemego.
Ze ssaków można tu spotkać gatunki związane ze środowiskiem wodnym: piżmaka, wydrę czy norkę amerykańską. Z pobliskiego kompleksu leśnego teren rezerwatu penetrują lisy i jenoty.
W wodach jeziora występują takie gatunki ryb jak: szczupak, płoć, leszcz, krąp, lin, karaś, okoń czy węgorz.

## Flora
Ze względu na niewielką różnorodność występujących typów fitocenoz flora roślin naczyniowych rezerwatu jest raczej uboga. Występują tu zbiorowiska roślinne takie jak zespół spirodeli wielokorzeniowej (Spirodeletum polyrhizae), zespół grążela żółtego i grzybieni białych (Nupharo-Nymphaeetum albae), szuwar trzcinowy (Phragmitetum  australis), szuwar wąskopałkowy (Typhetum angustifoliae), szuwar z turzycą ciborowatą i szalejem jadowitym (Cicuto-Caricetum  pseudocyperi), zarośla łozowe (Salicetum  pentandro-cinereae) czy ols torfowcowy (Sphagno squarrosi-Alnetum).
Z roślin zagrożonych odnotowano tu takie gatunki jak: rogatek krótkoszyjkowy, kukułka krwista, groszek błotny czy nerecznica grzebieniasta.

## Turystyka
Na rzece Liwa, na odcinku przebiegającym przez teren jeziora Liwieniec, wyznaczono szlak do pływania sprzętem wodnym bez napędu silnikowego, bez możliwości penetracji stref brzegowych jeziora.

## Zagrożenia
Oprócz wspomnianych już zanieczyszczeń wód, eutrofizacji i postępującego procesu wypłycania jeziora, podstawowym zagrożeniem dla środowiska rezerwatu jest bliskość zabudowań miasta Prabuty i związana z tym działalność człowieka – m.in. zanieczyszczenie atmosfery, kłusownictwo wędkarskie i rybackie, rekreacyjne użytkowanie jeziora (np. spływy kajakowe) i związane z tym jego zaśmiecanie i płoszenie zwierząt, niszczenie strefy brzegowej od strony miasta, gdzie teren działek i ogródków styka się bezpośrednio z taflą jeziora.